# Налепинская-Бойчук, Софья Александровна
Софья Александровна Налепинская-Бойчук (30 июля 1884, Лодзь, Петроковская губерния — 11 декабря 1937, Киев) — украинский советский график, профессор.

## Биография

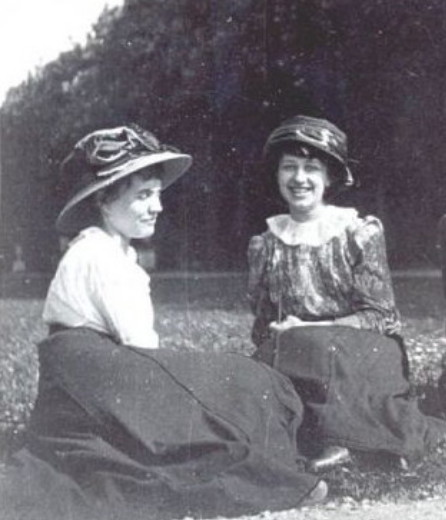
София Бодуэн де Куртенэ (слева) и Софья Налепинская

Родилась в семье польского инженера путей сообщения, сына преподавателя математики Александра Ксаверьевича Налепинского (1857—1908) и Софьи Францевны, урожд. Рор (1861—1939), пианистке, дочери врача, имевшей французское происхождение. В 1888 году родители переехали с детьми в Санкт-Петербург, где Александр Ксаверьевич преподавал в Горном институте. Софья получила хорошее домашнее образование, экстерном закончила гимназию, хорошо знала немецкий и французский языки.
Окончила Художественную школу Я. Ционглинского в Петербурге. Затем в 1908 году училась живописи в Мюнхенской художественной школе Ш. Голлоши, а в 1909 году — в Академии Рансона в Париже. В Париже началась ее дружба с Софьей Бодуэн де Куртенэ. Именно тогда они присоединилась к студии неовизантизма, которой руководил художник Михаил Бойчук. В 1910 году С.Налепинская вместе с М. Бойчуком и еще с одним художником — Н.Касперовичем отправились в поездку по музеям Флоренции, Равенны, Венеции и Вены, затем она вернулась в Санкт-Петербург, а Бойчук — во Львов, где работал в Национальном музее.
В 1912 году Софья Налепинская приехала в Киев. Как вспоминала ее сестра Анна Налепинская-Печарковская, «к тому времени София <...> говорила по-украински и находилась полностью под влиянием и во власти Михаила. Приезжала к нам, очень любила семью, для меня была как родная мать, — но всей душой была уже с Михаилом, и было ясно, что она не покинет ни его, ни его творческих идей. <...> ».
В 1917 году С.Налепинская вышла замуж за М.Бойчука. В 1918 году родился их сын Петр. В 1929 году супруги расстались: не разводясь официально, они стали жить врозь, поскольку в жизни Бойчука появилась другая женщина. «Может быть, он и был гением, — писала в своих письмах-воспоминаниях Анна Налепинская-Печарковская, — но с точки зрения, например, матери, он был несчастьем для моей сестры, которая даже слышать не хотела о том, чтобы его покинуть и вернуться домой… Но мама, хоть и страдала… понимала, что Михаил — это большая художественная индивидуальность».
В 1919 году Софья Александровна преподавала в художественной школе в Миргороде.
Создавала модели бумажных денег и государственных ценных бумаг (в период УНР — с 1917 по 1921 гг.). Эти модели экспонировались в 1932 году на Выставке современной украинской графики Ассоциации независимых украинских искусств во Львове, но никогда не использовались.
С 1922 года по 1929 год преподавала в Киевском художественном институте, где на полиграфическом факультете она возглавляла ксилографическую мастерскую. Среди её учеников — Екатерина Гаккебуш, Александр Яковлевич Рубан (1900—1943, репрессирован), Галина Денисовна Зоря (1915—2002), Надежда Дмитриевна Компаниец-Киянченко (1913—2003), Константин Степанович Козловский.
София Александровна вела педагогическую деятельность, а также много работала в станковой графике, иллюстрировала книги, в частности, Т. Шевченко («Катерина»), Д.Н.Мамина-Сибиряка («Приемыш»), Л.Н.Толстого («Анна Каренина») и др.
В период с ноября 1926 года по май 1927 года Софья Александровна, Михаил Бойчук, Василий Седляр и Иван Падалка совершили поездку по Германии, Франции и Италии. Это путешествие стало официальной причиной последующего их ареста с обвинениями в участии «в украинской националистической фашистской контрреволюционной группе».
В 1935 году П.Ковжун отметил: «С.Налепинская занимает первое место среди украинских графиков, представляя там (на международных выставках, в 1930 году — в Вене, Лондоне, Берлине, Венеции, Стокгольме, 1931 году — в Праге, Цюрихе, 1932 году — Кенигсберге, 1933 году — в Токио и др.), наше современное искусство гравюры. Ее произведения известны почти всему миру, благодаря их высокому качеству, на выставках они занимают первое место в творческой и периодической прессе. В каждом случае, значительно больше известны, чем, к сожалению, у нас».
12 июня 1937 года была арестована по обвинению в участии в антисоветской националистической террористической организации и сотрудничестве с иностранной разведкой. Постановение об ее аресте было подписано оперуполномоченной IV отдела УГБ НКВД УССР П.И.Гольдман, которая в свое время подписывала постановления об аресте О.Вишни, О.Досвитного, О.Слисаренко, Ивана Лакизы, а в 1936 году — Михаила Бойчука.
Софья Александровна пережила несколько месяцев жестоких допросов, но не только не подтвердила абсурдных обвинений в участии «в контрреволюционной организации», но и не дала показаний ни на кого из своих друзей и коллег . «Я не признаю себя виновной по предъявленным мне обвинениям. В антисоветской национал-фашистской организации я не участвовала и шпионской деятельностью не занималась», — записано в протоколе ее допроса. Следствие по ее делу вели старший лейтенант Д.Г.Лифарь, начальник отделения IV отдела Управления государственной безопасности НКВД и помощник начальника IV отдела УГБ НКВД младший лейтенант Д.А.Перцов и начальник районного отделения сержант Миненко.
С.А.Налепинская-Бойчук расстреляна 11 декабря 1937 года. Посмертно реабилитирована в 1988 году.
В 1996 году имя С.А.Налепинской-Бойчук было обозначено среди сорока имен на Монументе репрессированных художников Национальной академии искусств (Киев, Вознесенский спуск, 20). Инициатором сооружения памятного знака выступил Союз художников Украины.

## Семья
- Муж — Михаил Бойчук — художник-монументалист и живописец, педагог.
- Сын — Петр (26.07.1918 г.). На момент ареста родителей он был студентом Художественного института в Киеве. Судя по письмам его одноклассников, погиб во время Великой Отечественной войны[9].

Сестра — Анна (в замуж. Печарковская). Жила в Польше.
Брат — Александр Налепинский (1882, Лодзь — 1968, там же), инженер-технолог, педагог, краевед, активист партии социалистов и Польского туристско-краеведческого общества.
Брат — Тадеуш Ежи Налепиньски (Тадеуш Александрович Налепинский; 1885—1918), поэт.

## Избранные произведения

### Картины
- «Фабзаец» (1925)
- «Мені тринадцятий минало…» (1926)
- «Молотьба» (1926)
- «На каникулах» (1926)
- «Перед наступлением белых» (1927)
- «Голодные дети» (1927)
- «Пацификация Западной Украины» (1930)
- «Рабфаковки» (1931)
- «Выполнили план» (1932)

### Иллюстрирование книг
- «Катерина» Т. Шевченко
- «Приёмыш» А. Мамина-Сибиряка (1929)
- «Олив’яний перстень» С. Васильченко (1930)
- «Анна Каренина» Л. Толстого (1937)